# Frankfurter Kanu-Verein 1913

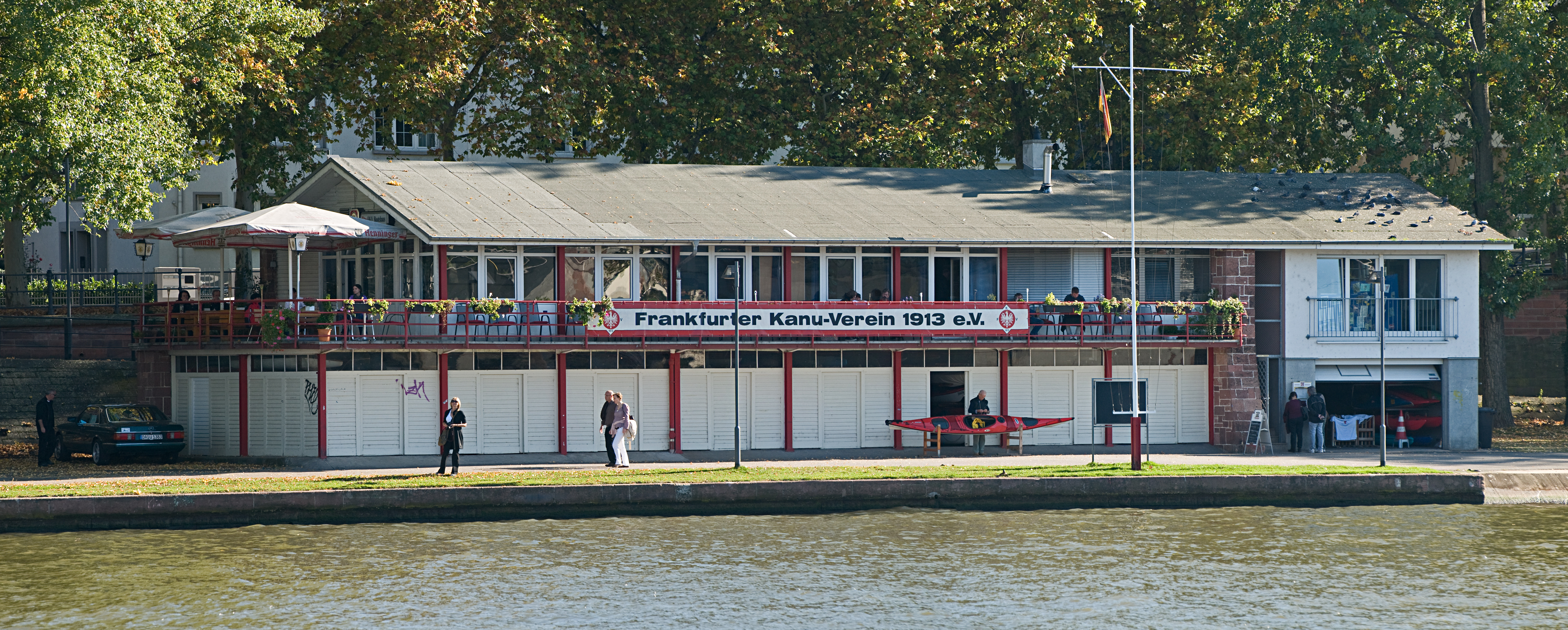
Vereinshaus des Frankfurter Kanu-Vereins 1913 an der Friedensbrücke

Der Frankfurter Kanu-Verein 1913 e. V. (FKV) ist ein Kanuverein mit Sitz in Frankfurt am Main. Der Verein ist Mitglied im Deutschen Kanu-Verband und im Landessportbund Hessen.

## Geschichte
Der FKV gehörte zusammen mit dem Oberalster VfW zu den ersten Vereinen in Deutschland, die ausschließlich für den Kanusport gegründet wurden. Am 15. März 1914 war er in Hamburg Gründungsmitglied des Deutschen Kanu-Verbandes.
In Reinhard Jirgls Roman Die Stille wird der Frankfurter Kanu-Verein (auf Seite 232 und 327) in die deutsche Literatur eingeführt.

## Erfolgreiche Mitglieder
- Helmut Herz wurde bei den Kanurennsport-Weltmeisterschaften 1958 in Prag zusammen mit Fritz Briel, Paul Lange und Meinrad Miltenberger in der 4 × 500-m-Staffel Weltmeister im Einer-Kajak.[2]
- Peter Lust gewann Silber und Bronze bei den Wildwasser-Weltmeisterschaften 1967 in Špindlerův Mlýn (Tschechoslowakei).[3]
- Ansgar Heß gewann als Steuermann der Kurpfalz Dragons Gold bei den 1998 IDBF Drachenboot-Club-Weltmeisterschaften in Wellington (Neuseeland).
- Silke Wolf gewann mit der RG Hessen Gold, Silber und Bronze bei den 2007 ICF Drachenboot-Club-Weltmeisterschaften in Gérardmer (Frankreich). Sie gewann Silber bei den 2007 IDBF Drachenboot-Weltmeisterschaften in Sydney (Australien).
- Daniela Hofmann gewann dreimal Bronze bei den 2019 IDBF Drachenboot-Weltmeisterschaften in Pattaya (Thailand).
- Josef Capoušek ist Ehrenmitglied im FKV und als Trainer im Kanu-Rennsport international erfolgreich.

## Sparten
Der FKV ist sowohl im Leistungssport als auch im Freizeitsport aktiv. So nimmt der Verein in den Disziplinen Kanu-Rennsport, Kanu-Drachenboot (mit den Mannschaften „FKV Dragonauten“ und „Dragonfighters Frankfurt“) sowie Outrigger/Vaa an Wettkämpfen teil. Die Sparte Outrigger/Vaa organisiert zudem den Metropolitan Mediterranean Cup (MMC) in Frankfurt.
Im FKV gibt es eine aktive Kanu-Jugend, die einmal wöchentlich ihr Training auf dem Main (während der Sommermonate) oder mit Kurzbooten in der Schwimmhalle (im Winterhalbjahr) absolviert. Techniktrainings auf verschiedenen Slalomstrecken bereiten die Jugendlichen auf stärker strömende Gewässer vor.
Im Freizeitsport liegt der Schwerpunkt beim Kanu-Wandern (Kajak, Kanadier) und bei Küste/Seekajak-Fahrten. Darüber hinaus sind die Kanuten im Wildwasser aktiv. Großes Interesse besteht am Stand Up Paddling (SUP), zudem haben sich auch Besitzer von Sportbooten dem Verein angeschlossen.